# Xenagama taylori
Espèce
Synonymes
- Agama taylori Parker, 1935

Xenagama taylori est une espèce de sauriens de la famille des Agamidae.

## Répartition
Cette espèce se rencontre dans le Nord-Ouest de la Somalie et dans l'Est de l'Éthiopie.

## Habitat
Cette espèce vit dans des zones arides, sablonneuses, ou elle creuse des galeries profondes. Leur environnement est très sec, avec des températures de 25 à 35 °C et des maximums atteignant les 50 °C, à l'exception des tempêtes printanières où l'humidité est élevée.

## Description

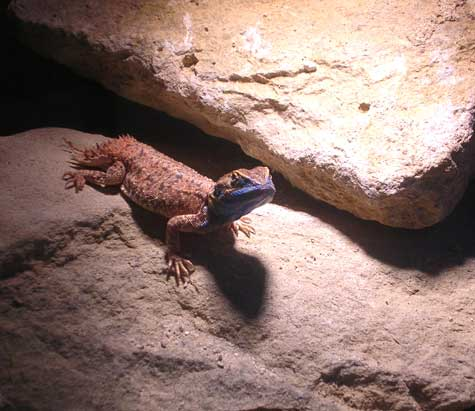
Xenagama taylori ♂

Ce lézard fait moins de 10 cm, les petits faisant environ 3 cm à la naissance. Il présente une queue trapue, épineuse, qu'il utilise pour bloquer l'entrée de son terrier, la nuit. Il est essentiellement insectivore mais peut à l'occasion manger des végétaux. Les mâles sont plus minces et plus petits que les femelles, et le dessous de la tête vire au bleu durant la reproduction.

## Étymologie
Cette espèce est nommée en l'honneur de l'herpétologiste américain Edward Harrison Taylor (1889-1978).

## Publication originale
- Parker, 1935 : Two new lizards from Somaliland. Annals and Magazine of Natural History, sér. 10, vol. 16, no 95, p. 525.